# Komet Arend
Komet Arend (uradna oznaka je 50P/Arend) je periodični komet z obhodno dobo okoli 8,3 let. Komet pripada Jupitrovi družini kometov. 

## Odkritje
Komet je  odkril 5. februarja 1951 belgijski astronom Sylvain Julien Victor Arend (1902 – 1992) v mestu Uccle v Belgiji. 

## Lastnosti
Premer jedra kometa je 1,9 km .